# Paraphrynus olmeca
Espèce
Paraphrynus olmeca est une espèce d'amblypyges de la famille des Phrynidae.

## Distribution
Cette espèce est endémique du Chiapas au Mexique. Elle se rencontre à San Fernando dans la grotte Cueva de la Mano, à Berriozábal dans la grotte Cueva de Rausel et à Cintalapa.

## Description
La femelle holotype mesure 17,2 mm et le mâle paratype 23,1 mm.

## Publication originale
- Armas & Trujillo, 2018 : Una especie nueva del género Paraphrynus de Chiapas, México (Amblygi: Phrynidae). Revista Iberica de Aracnologia, vol. 32, p. 81-85.